# 通量

向量場F的場線通過具有單位法線n的表面，從n到F的角度為θ。通量是多少場通過給定表面的量度。F被分解為與n垂直（⊥）和平行（‖）的分量。只有平行分量對通量有貢獻，因為它是在一個點處穿過表面的場的最大範圍，垂直分量沒有貢獻。
上圖：通過平面的三條磁力線，一條垂直於表面，一條平行，一條中間 。下圖：通過曲面的磁力線，顯示單位法線和表面元素的設置以計算通量。

為了計算通過表面S的矢量場F（紅色箭頭）的通量，將表面分成小塊dS。通過每個面片的通量等於場的法線（垂直）分量，即F(x)與點x處的單位法向量n(x)（藍色箭頭）乘以面積dS的內積。 表面上每個小塊的F • n, dS之和是通過表面的通量。

通量（英語：Flux），或稱流束是通過一個表面或一個物質的量，是一个物理学和应用数学的概念。在热学和流体力学领域中，研究输运现象时，是指在单位时间内通过单位面积的具有方向的流量，它是一个向量；在电磁学领域中，是指在单位面积上垂直于其表面的磁场或电场的强度，它是一个标量。
给定一个三维空间中的向量场{\displaystyle \mathbf {A} }以及一个简单有向曲面{\displaystyle \Sigma }，则向量场{\displaystyle \mathbf {A} }通过曲面{\displaystyle \Sigma }的通量就是曲面每一点{\displaystyle x}上的场向量{\displaystyle \mathbf {A} (x)}在曲面法向方向上的分量的积分:
{\displaystyle \Phi _{\mathbf {A} }(\Sigma )=\iint \limits _{\Sigma }\mathbf {A} \cdot \mathbf {n} \mathrm {d} S}
其中{\displaystyle \mathrm {d} S}是积分的面积元，n是Σ在点(x,y,z)处的单位法向量。如果曲面是封闭的，例如球面，那么通常约定法向量是从裡朝外的，所以这时候的通量是描述曲面上的场向量朝外的程度。

## 術語
通量這個詞源於拉丁語：fluxus 意為“流”，fluere 是“流動”的意思。而 fluxion 一詞是由牛頓引入微積分。
熱通量的概念是約瑟夫·傅立葉對熱傳遞現象分析的重要貢獻之一。他的重要著作《熱的分析理論》（英語：The Analytical Theory of Heat）中，將 fluxion 定義為一個核心量，並推導出了現在的通量表達式。這些表達式與平板的溫度差異有關，且更廣義地在其他幾何形狀的溫度梯度或溫度差異有關。根據詹姆斯·克拉克·馬克士威的研究，可以顯示其傳輸的定義早於磁通量定義。馬克士威的具體引言是：
In the case of fluxes, we have to take the integral, over a surface, of the flux through every element of the surface. The result of this operation is called the surface integral of the flux. It represents the quantity which passes through the surface.（中文：就通量而言，我們必須以通過表面的每個通量對其表面取積分。這個操作的結果即通量的曲面積分。它呈現的是通過該表面的量。） —— 詹姆斯·克拉克·馬克士威
根據傳輸的定義，通量可為單一向量，也可以是位置的向量場／函數。後者的通量可以很容易地在一個表面上積分。相比之下，根據電磁學定義，通量是對表面的積分；對於第二種定義的通量進行積分是沒有意義的，因為這樣會對表面進行兩次積分。因此，馬克士威的引言只有在“通量”按照傳輸定義使用時才有意義（進一步來說，是向量場而不是單一向量）。這很諷刺，因為馬克士威是我們現在所稱的“電通量”和“磁通量”的主要發展者之一，而這些名稱是根據電磁學定義來的。根據該引言（和傳輸定義），它們應該被稱為“電通量的曲面積分”和“磁通量的曲面積分”。在這種情況下，“電通量”應定義為“電場”，“磁通量”應定義為“磁場”。這意味著馬克士威將這些場視為某種形式的流動／通量。
根據電磁學定義的通量，其相應的通量密度（假設使用這個術語）指的是沿積分表面的導數。根據微積分基本定理，相應的通量密度是根據傳輸定義的通量。給定一個流，例如電流——每單位時間的通電量，電流密度根據傳輸定義也是一個通量——每單位時間每單位面積的通電量。由於通量的定義衝突，以及在非技術性英語中通量、流動和電流的互換性，本文中的所有術語有時會被互相使用且可能含義模糊。本文其餘部分中具體的通量將根據其在文獻中的廣泛接受度來使用，無論該術語對應哪種通量的定義。

## 以單位面積流量表示的通量
在輸送現象（熱傳、質傳和流體動力學），通量被定義為「每單位面積的流量的流動率」，其因次組成為 量 (物理)·[時間]−1·[面積]−1。這個面積是流“通過”或“穿過”的表面。例如，每秒鐘流經河流橫截面的水量除以橫截面的面積，或是每秒鐘落在地面一塊區域上的陽光能量除以該區域的面積，都是通量的例子。

### 一般數學定義（傳輸）
以下是按複雜度遞增的三個定義。每個定義都是下面這個的一個特例。在所有情況下，常用符號 {\textstyle j}（或 {\textstyle J}）表示通量，{\textstyle q} 表示流動的物理量，{\textstyle t} 表示時間，{\textstyle A} 表示面積。當且唯當這些標識符是向量時，它們將以粗體顯示。
首先，通量作為一個（單一的）純量時：
{\displaystyle j={\frac {I}{A}}}
其中
{\displaystyle I=\lim _{\Delta t\to 0}{\frac {\Delta q}{\Delta t}}={\frac {\mathrm {d} q}{\mathrm {d} t}}}
在這種情況下，測量固定的通量的表面，且具有面積{\displaystyle A}。假設該表面是平坦的，而流量在各處相對於位置是恆定的，並且垂直於表面。
其次，通量作為沿著表面定義的純量場，即作為表面上各點的函數：
{\displaystyle j(\mathbf {p} )={\frac {\partial I}{\partial A}}(\mathbf {p} ),}{\displaystyle I(A,\mathbf {p} )={\frac {\mathrm {d} q}{\mathrm {d} t}}(A,\mathbf {p} ).}
如上所述，假設表面是平坦的，且流量在各處都垂直於表面。然而，流不需要是恆定的。此時，{\displaystyle q} 是 p（表面上的一個點）的函數，面積 {\displaystyle A}亦是。與其測量通過整個表面的總流量，不如 {\displaystyle q} 測量的是以  p 為中心、沿表面上面積 A 的圓盤通過的流量。
最後，通量作為一個向量場時：
{\displaystyle \mathbf {j} (\mathbf {p} )={\frac {\partial \mathbf {I} }{\partial A}}(\mathbf {p} ),}
{\displaystyle \mathbf {I} (A,\mathbf {p} )={\underset {\mathbf {\hat {n}} }{\operatorname {arg\,max} }}\mathbf {\hat {n}} _{\mathbf {p} }{\frac {\mathrm {d} q}{\mathrm {d} t}}(A,\mathbf {p} ,\mathbf {\hat {n}} ).}
在這種情況下，我們沒有固定的表面來測量。{\displaystyle q} 是一個點、面積和方向（由單位向量 {\displaystyle \mathbf {\hat {n}} } 給定）的函數，並測量與該單位向量垂直的面積 A 的圓盤中的流量。{\displaystyle I} 的定義是選擇使該點周圍流量最大的單位向量，因為真正的流量在垂直於該單位向量的圓盤上達到最大值。因此，當單位向量指向流動的“真正方向”時，它唯一地最大化該函數。（嚴格來說，這是一種濫用符號，因為“arg max”無法直接比較向量；我們改為選擇具有最大範數的向量。）

#### 性質
這些直接的定義，尤其是最後一個，顯得相對不完善。例如，從經驗測度來看，arg max 的構造是人工的，而使用風向標或類似工具可以簡單推斷出某一點的通量方向。與其直接定義向量通量，通常更直觀的是陳述一些關於它的性質。此外，通量可以根據這些性質唯一確定。
若通量 j 以角度 {\displaystyle \theta } 通過（{\displaystyle \theta }為該通量與該面積法向量 {\displaystyle \mathbf {\hat {n}} } 形成之夾角），則其點積為：
{\displaystyle \mathbf {j} \cdot \mathbf {\hat {n}} =j\cos \theta }
也就是說，通過表面的通量分量（即垂直於表面的分量）是 
{\displaystyle j\cos {\theta }}，而沿切向通過表面的通量分量是 {\displaystyle j\sin {\theta }}，但實際上沒有通量沿切向通過表面。唯一通過且垂直表面的通量分量是其餘弦分量。
對於向量通量，通量 j在表面 {\displaystyle S}上的曲面積分給出了每單位時間通過該表面的適當流量：
{\displaystyle {\frac {\mathrm {d} q}{\mathrm {d} t}}=\iint _{S}\mathbf {j} \cdot \mathbf {\hat {n}} \,dA=\iint _{S}\mathbf {j} \cdot d\mathbf {A} }
其中 A（及其無窮小量）是向量面積—— {\displaystyle \mathbf {A} =A\mathbf {\hat {n}} } 的組合，結合了面積 A 的大小和垂直於該面的單位向量 {\displaystyle \mathbf {\hat {n}} }
。與第二組方程式不同的是，這裡不需要平坦的表面。
最後，以時間區間 {\displaystyle t_{1}} 到  {\displaystyle t_{2}} 做積分，計算在該時間段 {\displaystyle (t_{2}-t_{1})} 內流過表面的總量：
{\displaystyle q=\int _{t_{1}}^{t_{2}}\iint _{S}\mathbf {j} \cdot \operatorname {d} \mathbf {A} \operatorname {d} \!t}

### 傳輸通量
八種在輸送現象文獻中最常見的通量定義如下：
1. 動量通量（英语：Transport phenomena#Momentum transfer）（英語：momentum flux）：單位面積上動量的傳輸速率 (N·s·m−2·s−1)。（牛頓黏度定律）[2]
2. 熱通量（英語：heat flux）：單位面積上熱流動的速率 (J·m−2·s−1)。（傅立葉熱傳導定律）（也符合馬克士威對熱通量的原始定義。）[3]
3. 擴散通量（英語：diffusion flux）：單位面積上分子運動的速率 (mol·m−2·s−1)。（菲克定律）
4. 體積通量（英语：Volumetric flux）（英語：volumetric flux）：單位面積上體積流動的速率 (m3·m−2·s−1)。（達西定律）
5. 質量通量（英語：mass flux）：單位面積上質量流動的速率 (kg·m−2·s−1)。（質量通量可以是費克定律的另一種形式，其中包含分子質量；或者達西定律的另一種形式，其中包含密度。）
6. 輻射通量（英語：radiative flux）：單位面積、每秒從光源在特定距離處以光子形式傳輸的能量量 (J·m−2·s−1)。這在天文學中用於確定恆星的星等和光譜類型。它也是熱通量的一種推廣，當限制在電磁頻譜範圍內時，輻射通量就等於熱通量。
7. 能量通量（英語：energy flux）：單位面積上能量傳輸的速率 (J·m−2·s−1)。輻射通量和熱通量是能量通量的特例。
8. 粒子通量（英語：particle flux）：單位面積上粒子傳輸的速率 ([粒子數量] m−2·s−1)。

這些通量在空間中的每一個點都是向量，具有明確的大小和方向。此外，可對任何這些通量取散度，以確定在空間中給定點周圍的控制體積內該量的累積速率。對於不可壓縮流，體積通量的散度為零。

#### 化學擴散
如上所述，化學的莫耳通量在等溫、等壓系統中，成分 A 在菲克擴散定律中定義為：
{\displaystyle \mathbf {J} _{A}=-D_{AB}\nabla c_{A}}
其中 nabla 符號 {\displaystyle \nabla } 表示梯度算子，{\displaystyle D_{AB}} 是成分 A 透過成分 B 擴散時的擴散係數 (m2·s−1)，{\displaystyle c_{A}} 是成分 A 的濃度 (mol/m3)。
這個通量的單位是 mol·m⁻²·s⁻¹，符合馬克士威對通量的原始定義。
對於稀薄氣體，分子動力學理論將擴散係數 D 與粒子密度 n=N/V、分子質量 m、碰撞截面 σ 以及絕對溫度 T 聯繫起來，關係式如下：
{\displaystyle D={\frac {2}{3n\sigma }}{\sqrt {\frac {kT}{\pi m}}}}
其中，第二個因子是平均自由徑，而平方根（包含波茲曼常數 k）項 則是粒子的平均速率。
在紊流中，渦旋運動所造成的傳輸可以表示為一個大幅增加的擴散係數。

### 量子力學
在量子力學中，質量為 m 的粒子在量子態 ψ(r, t) 下，其機率幅定義為：
{\displaystyle \rho =\psi ^{*}\psi =|\psi |^{2}}
因此，在微分體積元素 d3r  中找到粒子的機率是：
{\displaystyle dP=|\psi |^{2}\,d^{3}\mathbf {r} }
那麼，單位時間內垂直穿過截面單位面積的粒子數就是機率通量（英語：probability flux）。
{\displaystyle \mathbf {J} ={\frac {i\hbar }{2m}}\left(\psi \nabla \psi ^{*}-\psi ^{*}\nabla \psi \right)}
有時也被稱為機率流、機率流密度，或者機率通量密度。